# 古龙干河
古龙干河，位于中华人民共和国黑龙江省西北部呼玛县境内，是呼玛河右岸支流，发源于呼玛县中部大兴安岭伊勒呼里山东侧，干流自西向东流，于县城呼玛镇西南愚涯山以东汇入呼玛河。河流全长98千米，流域面2130平方千米。河床宽5～25米，平均水深0.5～2米，河道弯曲系数3.51，河道比降1.11‰。年均径流量3.73亿立方米。古龙干河流域内湿地有丰富的植物和动物，是迁徙候鸟、水禽、鱼类及其他野生动物的栖息繁殖地。流域内的椅子圈煤矿位于呼玛镇西南38千米，矿内褐煤埋藏浅，易开采，查明储量4000余万吨。